# Amhrán na bhFiann
"Amhrán na bhFiann" (phát âm tiếng Ireland: [ˈəuɾˠaːn̪ˠ n̪ˠə ˈvʲiːən̪ˠ]), ban đầu được sáng tác bằng tiếng Anh dưới tên "The Soldiers' Song" (Chiến binh ca), là quốc ca của Cộng hòa Ireland. Phần âm nhạc được soạn bởi Peadar Kearney và Patrick Heeney, phần lời gốc tiếng Anh (tiêu đề "A Soldiers' Song") viết bởi Kearney, và phần dịch tiếng Ireland do Liam Ó Rinn đảm nhiệm. Ca khúc có ba lời, nhưng chỉ đoạn điệp khúc được chọn làm quốc ca.
Đoan ca tổng thống, sử dụng khi tổng thống Ireland đến một sự kiện chính thức, gồm bốn ô nhịp đầu tiên nối liền với năm ô cuối cùng của quốc ca.

## Lời bài hát

### Lược dịch tiếng Việt
Chúng ta là những người lính,
Đã thề sống chết vì Ireland.
Một số đã đến,
Từ vùng đất bên kia những con sóng.
Đã thề sẽ tự do,
Ta hãy giải phóng tổ quốc của cha ông,
Khỏi còn bạo chúa và nô lệ!
Đêm nay, ta đứng trước hiểm nguy,
Hãy chiến đấu vì quê hương,
Giữa tràng súng và đại bác,
Chúng ta cùng hát vang bài ca người lính!
1. ↑  Literal translation: "We are the Warriors of Fál (Ireland)"
2. ↑  faoi and faoin may be written fé and fén, respectively
3. ↑  Literal translation: "For love of the Gael, towards death or life"
4. ↑  bearna baoil is Irish for "gap of danger".[2]